# Tia Virgínia
Tia Virgínia é um filme de drama brasileiro de 2023 dirigido e escrito por Fabio Meira. Estrelado por Vera Holtz, Arlete Salles e Louise Cardoso, o filme acompanha o reencontro de três irmãs, para a véspera de Natal na casa da família após a morte do patriarca, que acaba terminando em conflitos maiores que o clima fraterno.
Tia Virgínia teve sua première mundial no 51° Festival de Cinema de Gramado em 13 de agosto de 2023 e foi lançado nos cinemas do Brasil em 9 de novembro de 2023 pela Elo Studios. O elenco conta ainda com as atuações de Vera Valdez, Daniela Fontan, Iuri Saraiva, Amanda Lyra e Antonio Pitanga. O filme foi recebido com avaliações muito positivas pela crítica especializada, sobretudo pelo elenco, em especial o trio de atrizes protagonistas, e o desempenho do roteiro que transita entre o drama e a comédia na relação das três irmãs com sutilidade e sacadas de humor inteligentes.
Em sua estreia no Festival de Gramado, foi reconhecido como o grande vencedor da cerimônia de premiação angariando seis estatuetas, com destaque para a de Melhor Filme pela crítica e Melhor Atriz para Vera Holtz, além da menção honrosa de Melhor Atriz Coadjuvante para Vera Valdez. A Academia Brasileira de Cinema elegeu Vera Holtz e Arlete Salles com o Grande Otelo de Melhor Atriz e Melhor Atriz Coadjuvante, respectivamente. Ainda na 23.ª cerimônia da Academia, recebeu mais cinco indicações, incluindo a de Melhor Ator Coadjuvante para Antônio Pitanga e Melhor Roteiro Original para Fábio Meira.

## Sinopse
Virgínia (Vera Holtz) é uma mulher de 70 anos que nunca se casou e não teve filhos. Ela é convencida por suas irmãs Vanda (Arlete Salles) e Valquíria (Louise Cardoso) a se mudar de cidade de volta à casa em que foram criadas para cuidar de sua mãe (Vera Valdez) após a morte do pai delas. Às vésperas do Natal, Virgínia cuida da mãe em estado terminal e recebe suas irmãs em casa para celebrar a ocasião. Sobrecarregada, ela conta apenas com a ajuda de Soraia (Amanda Lyra), um jovem grávida, para cuidar da casa. Ao longo desse dia, ocorrem diversos conflitos entre as três irmãs, físicos e verbais. A morte iminente da mãe também é pauta de discussão das irmãs, que lidam de diferentes formas com a ideia da partida da matriarca, desde o futuro da residência até o estado de saúde mental de Virgínia.

## Elenco
- Vera Holtz como Virginia
- Arlete Salles como Vanda
- Louise Cardoso como Valquíria
- Vera Valdez como Dona Cândida
- Antônio Pitanga como Tavares
- Daniela Fontan como Ludmila
- Iuri Saraiva como Bernardo
- Amanda Lyra como Soraia

## Produção

### Concepção

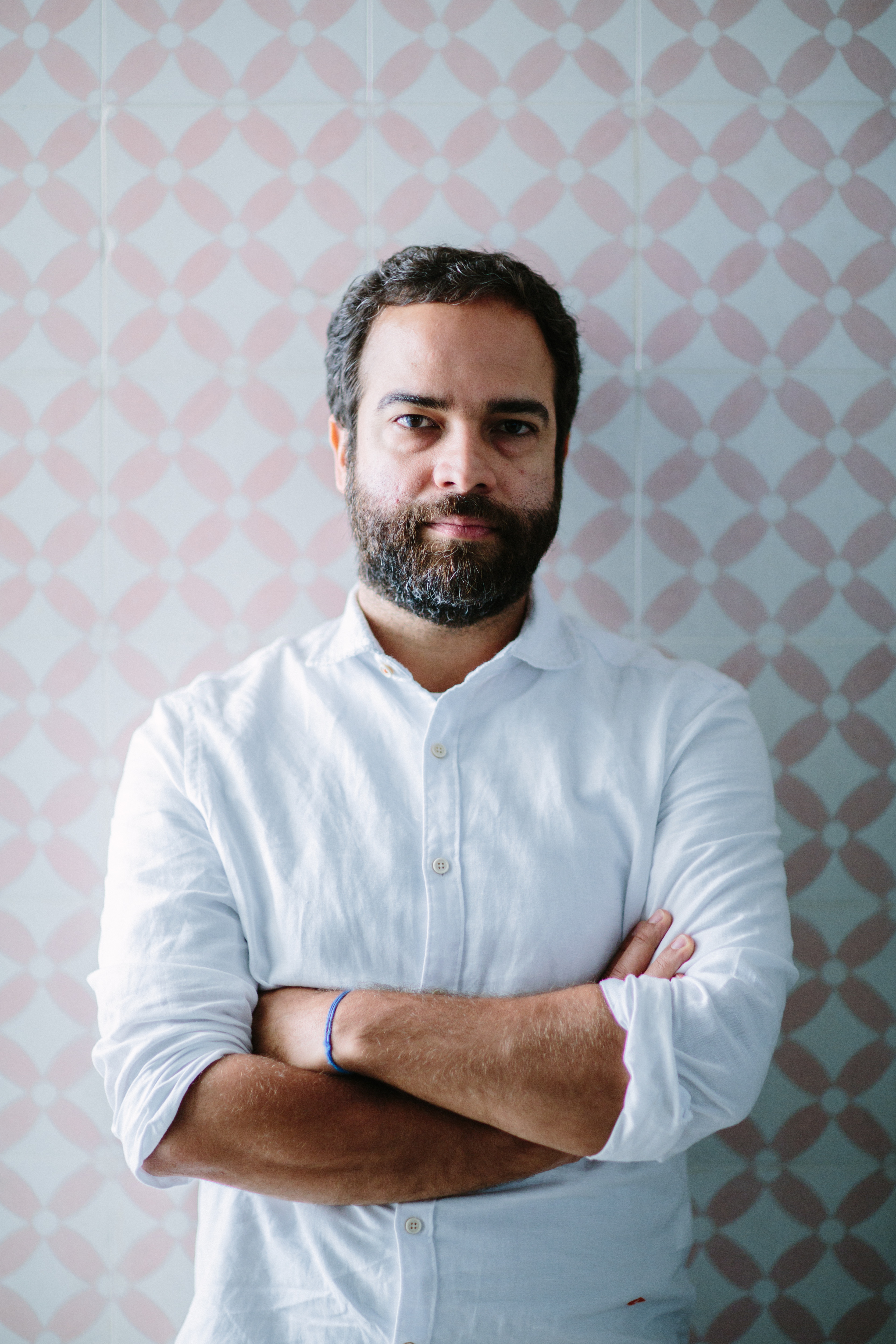
Fábio Meira inspirou-se em sua família para conceber o roteiro do filme.

O roteiro do filme foi concebido por Fabio Meira, que também assina a direção e a produção do filme. Esse é o segundo longa-metragem dirigido por Meira, após sua estreia na liderança de direção em 2017 com As Duas Irenes. A obra é uma fusão de homenagem, ficção e elementos biográficos de sua própria família. O diretor compartilha que em sua família, cada membro reside em um local distinto, reunindo-se apenas nas férias de julho e dezembro. Ao longo de duas décadas, as reuniões eram limitadas ao mês de dezembro, com a frequência diminuindo. Com o desejo de realizar esse filme há mais de 20 anos, Fabio Meira começou a escrevê-lo em 2013, após ganhar um edital de desenvolvimento em São Paulo.
Na época, o argumento do filme ainda não estava claro, levando-o a empreender uma viagem de ônibus de São Paulo a Minas Gerais. Durante o percurso, fez paradas para visitar suas quatro tias e sua mãe, registrando suas histórias e sonhos não realizados diante de uma câmera. Ele decidiu contar a história através da perspectiva da filha solteira, em um dia que antecede o Natal, acreditando que esse período, especialmente para pessoas que não se veem regularmente, intensifica as situações. Os relatos das mulheres revelaram as dificuldades enfrentadas ao longo de suas vidas, destacando o cerco mais restrito imposto às mulheres em suas respectivas épocas. Fabio destaca que, embora o filme seja uma homenagem, também é biográfico, destacando mulheres que desafiaram as convenções sociais de suas épocas. Mesmo apresentadas de maneira não tão favorável, as personagens enfrentam pressões externas que as obrigam a obedecer aos papéis predeterminados pela sociedade patriarcal.
O diretor compartilha a emoção de ouvir essas mulheres, notando como, ao ligar a câmera, sua tia mais velha já se emociona e chora ao se apresentar. Essas mulheres, muitas vezes não ouvidas, compartilham experiências marcantes, destacando a submissão ao patriarcado que as afeta, mesmo para aquelas casadas, cujas preocupações muitas vezes se limitam à comida e às despesas, em detrimento de suas próprias emoções.

### Desenvolvimento
O filme é produzido pela Roseira Filmes (produtora do cineasta Fabio Meira) e da Kinossaurus empresa dos cineastas Ruy Guerra e Janaina Diniz. As gravações do filme ocorreram na cidade de Nova Friburgo e terminaram no final de fevereiro de 2020.

## Lançamento
Tia Virgínia teve sua primeira exibição oficial durante o 51° Festival de Cinema de Gramado, no Rio Grande do Sul, em 13 de agosto de 2023. Em 30 de setembro, participou do 17° CineBH International Film Festival, em Belo Horizonte. Em outubro, o filme foi exibido nos Estados Unidos na mostra competitiva do 16° Los Angeles Brazilian Film Festival. O filme foi lançado comercialmente no Brasil a partir de 9 de novembro de 2023 com distribuição da Elo Company.

## Recepção

### Bilheteria
Tia Virgínia teve uma modesta distribuição nos cinemas do Brasil. O filme foi distribuído em 59 salas de cinema e foi assistido por 7.663 espectadores. Ao todo, o filme gerou uma receita de R$ 131.698,23.

### Resposta da crítica
Tia Virgínia recebeu críticas mistas e positivas por parte dos críticos de cinema. O filme recebeu elogios em especial pela performance do elenco, com menções especialmente para as atuações das protagonistas Vera Holtz, Arlete Salles e Louise Cardoso. Em sua estreia no 51° Festival de Gramado, o filme foi uma das obras mais aplaudidas e o público reagiu com palmas diversas vezes no decorrer do enredo. O júri crítico de Gramado o elegeu como o melhor filme da edição. O crítico Frederico Franco, para o website Plano Crítico, escreveu que o filme "pode se perder um pouco em algumas sequências que vão para o lado contrário do humor absurdo, mas definitivamente é um filme que, quando acerta, acerta forte. Arlete Salles e Louise Cardoso entregam sólidas atuações, mas Vera Holtz eleva (e muito) o nível do filme. Assim como Virgínia, Holtz é a dona absoluta do filme".
Do AdoroCinema, Aline Pereira também ressaltou o trabalho das atrizes que estrelam o filme: "Vera Holtz, no papel principal, domina as cenas, mas, sem dúvidas, o suporte de Arlete Salles e Louise Cardoso erguem o trabalho da protagonista. Temos três grandes atrizes da televisão e do cinema brasileiro cujos talentos individuais são inquestionáveis, mas como conjunto, ganham ainda mais força – tanto nos momentos mais dramáticos, como em uma comédia extravagante e certeira". Matheus Mans, do Esquina da Cultura, elegeu a obra como "melhor filme do ano" e pontuou que a atuação de Holtz é "histórica". Mans escreveu: "Tia Virgínia é Vera Holtz. Ao sair da sessão do filme, disse algo no calor da emoção e que reafirmo agora: se o Brasil tivesse um cinema mais reconhecido internacionalmente, Holtz poderia repetir o feito de Fernanda Montenegro com uma indicação ao Oscar. Não é exagero, não é empolgação momentânea. A atriz tem uma atuação histórica. Sem dúvidas, a melhor do ano".
"Se for pra procurar pelo em ovo, dá pra dizer que o filme não sabe o momento certo de acabar. Há uma cena fantástica que, depois, é seguida por outras duas pequenas cenas que fazem sentido, mas que não precisava. Me lembrou o filme Como Nossos Pais, que também comete um erro parecido, não terminando na magnífica cena em que Clarice Abujamra toca ao piano", escreveu ainda Mans em sua resenha. Já Inácio Araújo, da Folha de S.Paulo, avaliou o filme negativamente: "De certa forma, parece que estamos numa peça teatral de muitas décadas atrás, cuja única vantagem é se passar num meio abastado, o que torna todas as desavenças bastantes neutras —ou seja, os problemas não envolvem dinheiro, em princípio, o que não aconteceria num meio pobre, remediado ou muito rico. Ao contrário, ainda abre espaço para, aqui e ali, verificar-se a maneira opressiva que se reserva ao tratamento dos subalternos, empregadas domésticas à frente".

## Prêmios e indicações
| Ano  | Associações                         | Categoria                                  | Recipiente(s)                   | Resultado | Ref.   |
| ---- | ----------------------------------- | ------------------------------------------ | ------------------------------- | --------- | ------ |
| 2023 | Festival de Cinema de Gramado       | Melhor Filme - Júri da Crítica             | Fabio Meira                     | Venceu    | [ 15 ] |
| 2023 | Festival de Cinema de Gramado       | Melhor Atriz                               | Vera Holtz                      | Venceu    | [ 16 ] |
| 2023 | Festival de Cinema de Gramado       | Melhor Direção de Arte                     | Ana Mara Abreu                  | Venceu    | [ 15 ] |
| 2023 | Festival de Cinema de Gramado       | Melhor Roteiro                             | Fabio Meira                     | Venceu    | [ 15 ] |
| 2023 | Festival de Cinema de Gramado       | Melhor Desenho de Som                      | Rubén Valdes                    | Venceu    | [ 15 ] |
| 2023 | Festival de Cinema de Gramado       | Melhor Atriz Coadjuvante (Menção Especial) | Vera Valdez                     | Venceu    | [ 15 ] |
| 2023 | Los Angeles Brazilian Film Festival | Melhor Filme                               | Fabio Meira                     | Indicado  | [ 17 ] |
| 2023 | Los Angeles Brazilian Film Festival | Melhor Atriz                               | Vera Holtz                      | Venceu    | [ 17 ] |
| 2023 | Los Angeles Brazilian Film Festival | Melhor Atriz Coadjuvante                   | Louise Cardoso                  | Venceu    | [ 17 ] |
| 2023 | Los Angeles Brazilian Film Festival | Melhor Direção de Arte                     | Ana Mara Abreu                  | Venceu    | [ 17 ] |
| 2024 | Prêmio APCA de Cinema               | Melhor Atriz                               | Vera Holtz                      | Venceu    | [ 18 ] |
| 2024 | Festival Sesc Melhores Filmes       | Melhor Filme Nacional                      | Tia Virgínia                    | Indicado  | [ 19 ] |
| 2024 | Festival Sesc Melhores Filmes       | Melhor Atriz Nacional (voto público)       | Vera Holtz                      | Venceu    | [ 19 ] |
| 2024 | Festival Sesc Melhores Filmes       | Melhor Atriz Nacional (voto júri)          | Vera Holtz                      | Venceu    | [ 19 ] |
| 2024 | Festival Sesc Melhores Filmes       | Melhor Atriz Nacional (voto júri)          | Arlete Salles                   | Indicado  | [ 19 ] |
| 2024 | Festival Sesc Melhores Filmes       | Melhor Atriz Nacional (voto júri)          | Louise Cardoso                  | Indicado  | [ 19 ] |
| 2024 | Festival Sesc Melhores Filmes       | Melhor Direção de Arte (voto júri)         | Ana Mara Abreu                  | Venceu    | [ 19 ] |
| 2024 | Grande Prêmio do Cinema Brasileiro  | Melhor Atriz                               | Vera Holtz                      | Venceu    | [ 3 ]  |
| 2024 | Grande Prêmio do Cinema Brasileiro  | Melhor Atriz Coadjuvante                   | Arlete Salles                   | Venceu    | [ 3 ]  |
| 2024 | Grande Prêmio do Cinema Brasileiro  | Melhor Ator Coadjuvante                    | Antônio Pitanga                 | Indicado  | [ 3 ]  |
| 2024 | Grande Prêmio do Cinema Brasileiro  | Melhor Roteiro Original                    | Fabio Meira                     | Indicado  | [ 3 ]  |
| 2024 | Grande Prêmio do Cinema Brasileiro  | Melhor Direção de Arte                     | Ana Mara Abreu                  | Indicado  | [ 3 ]  |
| 2024 | Grande Prêmio do Cinema Brasileiro  | Melhor Maquiagem                           | Marcos Freire                   | Indicado  | [ 3 ]  |
| 2024 | Grande Prêmio do Cinema Brasileiro  | Melhor Montagem                            | Virgínia Flores e Karen Akerman | Indicado  | [ 3 ]  |
| 2024 | Brazil Online Film Award            | Melhor Filme Nacional                      | Tia Virgínia                    | Indicado  | [ 20 ] |